# نموذج الموجة (لغويات)

رسم بياني يوضح نموذج الموجة الذي قدمه جوهانيس شميدت. في مخطط أويلر الواضح أعلاه، يجب اعتبار أن مساحة الدوائر متزايدة بمرور الزمن، مثل الموجات المتحدة المركز على سطح مائي يضربها حجر. تمثل الخلفية سلسلة من اللهجات بدون حدود لغوية. الدوائر عبارة عن لهجات ثابتة أو شخصيات أو مجموعات من الشخصيات تم ابتكارها وأصبحت أكثر استقرارًا على جزء صغير في الأصل من السلسلة لأسباب اجتماعية أو سياسية. تعتبر اللغات مجموعات غير دائمة من عادات الكلام التي تنتج عن تقاطعات الدوائر وتنتشر فيها. يتم تمثيل اللغة الأكثر تحفظًا في المنطقة التي لا تغطيها الدوائر.

في اللغويات التاريخية، يعد نموذج الموجة أو نظرية الموجة (بالألمانية Wellentheorie) نموذجاً للتغير اللغوي تنتشر وفقه خصيصة لغوية جديدة (تعرف بالابتكار) أو مجموعة من الخصائص اللغوية من منطقتها الأصلية مؤثرة على عنقود من اللهجات. كان القصد من النظرية أن تكون بديلاً لنموذج الشجرة، الذي يبدو قاصراً عن تفسير وجود بعض الخصائص اللغوية، على سبيل المثال عند محاولة تفسير بعض الخصائص في اللغات الجرمانية عبر ارجاعها إلى سلفها من اللغات البدائية. ويطمح البعض لجعله بديلاً كاملاً لنموذج الشجرة في التغير اللغوي. خلال القرن العشرين، كان لنموذج الموجة قبولاً ضعيفاً، باستثناء بعض الحالات، مثل دراسة السلسلة اللهجوية وظواهر الخصائص اللغوية الممتدة على مساحات. لكنه اكتسب مؤخرًا شعبية أكبر بين مختصي اللغويات التاريخية، بسبب أوجه القصور في نموذج الشجرة.

## المبادئ
يفترض نموذج الشجرة أن اللغات تتطور فقط من خلال الانقسام الاجتماعي والتشعب اللغوي. وفي سيناريو «الشجرة»، يجب أن يؤدي اعتماد بعض الابتكارات من قبل مجموعة من اللهجات إلى فقدان الاتصال باللهجات الأخرى ذات الصلة. ووفق نموذج الشجرة فإن هذه هي الطريقة الوحيدة لشرح التنظيم المتداخل للمجموعات الفرعية التي تفرضها بنية الشجرة.
مثل هذا الشرط غائب عن نموذج الموجة، والذي يمكن أن يستوعب بسهولة توزيع الابتكارات في الأنماط المتداخلة. مثل هذا التكوين يعد نموذجياً لاستمرارية اللهجة (وللروابط)، حيث تشترك اللهجات المتجاورة تاريخياً بالابتكارات (الخصائص اللغوية الجديدة)، بطريقة تجعل المجموعات الفرعية التي تحددها تشكل نمطًا متقاطعًا. ويفسر هذا شعبية نموذج الموجة في دراسات علم اللهجات.
استخدم يوهانس شميدت استعارة ثانية لشرح تكوين لغة من سلسلة لهجوية. تكون السلسلة في البداية مثل خط منحدر ناعم. ثم يميل المتحدثون إلى توحيد الكلام، مما يخلق خطًا متدرجًا خارج الخط المنحدر. هذه الخطوات هي بحد ذاتها لهجات لكن بمرور الوقت، تصبح بعض الخطوات ضعيفة ومهملة، فيما يوقف البعض الآخر استمرار السلسلة بأكملها. كمثال لذلك، استخدم شميدت الألمانية القياسية، والتي تم تعريفها لتتوافق مع بعض اللهجات ثم انتشرت في جميع أنحاء ألمانيا، لتحل محل اللهجات المحلية في كثير من الحالات.

## الإرث
في علم اللغويات الحديث، ساهم نموذج الموجة في تحسين نهج النموذج الشجري، ولكن ليس لاستبداله. فيما اقترح بعض العلماء أن نموذج الموجة لا يكمل نموذج الشجرة بل يجب أن يحل محله لتمثيل الأنساب اللغوية (العلاقات بين اللهجات الأقدم والأحدث).  وقد ركزت الأعمال الحديثة أيضًا على مفهوم الارتباط،  حيث يصعب تمثيل الارتباط بالنموذج الشجري لعائلة من اللغات المنحدرة من سلسلة لهجات فيما يمكن القيام بتحليلها بواسطة نموذج الموجة.

## التاريخ
تُنسب الحجج المؤيدة لنظرية الموجة إلى يوهانس شميدت وهوغو شوخاردت.
في الفترة من 2002 إلى 2007، افترض مالكولم روس وزملاؤه أن اللغات الأوقيانوسية يمكن فهمها بشكل أفضل من خلال نموذج الموجة. 